# クロケット郡 (テキサス州)
クロケット郡（クロケットぐん、英: Crockett County）は、アメリカ合衆国テキサス州の西部、エドワーズ高原に位置する郡である。2010年国勢調査での人口は3,719人であり、2000年の4,099人から9.3%減少した。郡庁所在地は国勢調査指定地域であるオゾナ（人口3,225人）であり、同郡で人口最大の町でもある。クロケット郡は1875年に設立され、郡名はアラモの戦いで戦死した伝説の英雄デイヴィッド・クロケットに因んで名付けられた。

## 年譜
- ライブオーク・クリークの小さな支流峡谷にあるゴブラー・シェルターには前史時代の人類が住んでいた。その後この地域に入ってきたインディアン部族にはトンカワ族、リパン・アパッチ族、コマンチ族などがいた[4]
- 1590年、スペイン人探検家ガスパル・カスターニョ・デ・ソーサ[5]が170人の鉱物調査隊を率い、地域の西側を過ぎてペコス川に達した
- 1684年5月22日、フアン・ドミニゲス・デ・メンドーサの遠征隊がペコス川を横切り、サンパンタレオンで宿営した[6]
- 1849年、ジョン・コフィ・ヘイズ遠征隊が人や荷物を運ぶために水路の地図を作った[7]
- 1852年、アメリカ陸軍ジョセフ・K・マンスフィールド大佐が、旅人を守るためにライブオーク・クリーク沿いに新しい基地を建設することを提案した[4]
- 1855年8月20日、マンスフィールド大佐の推奨に従いランカスター砦が設立された[8]
- 1866年、テキサス州議会がこの地域を保護するためにテキサス・レンジャー3個大隊を提供した[9]
- 1868年、キャンプ・メルビンが設立された[10]
- 1875年1月12日、ベア郡の一部からクロケット郡が設立され、デイヴィッド・クロケットに因んで名付けられた。[4]
- 1880年代、羊と牛の牧場が郡内にできた。カウボーイや駅馬車の客を泊めるためにカークパトリック・ホテルが建設された[4]
- 1885年、W・P・フーバーがペコス川沿いの最初の入植者になった。クロケット郡の一部がバルベルデ郡になった[4]
- 1887年、サットン郡とシュライヒャー郡ができて、さらに小さくなった[4]
- 1889年、エメラルドが郡内で最初の町になった[4]
- 1891年、クロケット郡が組織化された。オゾナが郡庁所在地になった。オゾナの第一バプテスト教会で最初の井戸が掘られた。[4]
- 1900年、郡内で駅馬車の運行が始まった。郡内には工場が7つあった[4]
- 1902年、郡庁舎が建設された。帝国様式の建物はオスカー・ラフィニが設計した。この建物は、裁判所と郡政府事務所、コミュニティセンターとダンスホールなど多目的に使われた[11]
- 1925年、郡北部、L・P・パウェルの牧場に最初の生産油井が掘られた[4]
- 1938年、オゾナの町の広場にデイビッド・クロケットの像が建立された[12]

## 地理
アメリカ合衆国国勢調査局に拠れば、郡域全面積は2,807平方マイル (7,270 km2)であり、事実上全て陸地である。

### 主要高規格道路
- 州間高速道路10号線
- アメリカ国道190号線
- テキサス州道137号線
- テキサス州道163号線
- テキサス州道349号線

### 隣接する郡
- アプトン郡 - 北
- リーガン郡 - 北
- イリオン郡 - 北東
- シュライヒャー郡 - 東
- サットン郡 - 東
- バルベルデ郡 - 南
- テレル郡 - 南西
- ペコス郡 - 西
- クレーン郡 - 北西

## 人口動態
以下は2000年の国勢調査による人口統計データである。
| 基礎データ - 人口: 4,099人 - 世帯数: 1,524 世帯 - 家族数: 1,114 家族 - 人口密度: 0.56人/km2（1.46人/mi2） - 住居数: 2,049軒 - 住居密度: 0.28軒/km2（0.73軒/mi2） 人種別人口構成 - 白人: 76.34% - アフリカン・アメリカン: 0.68% - ネイティブ・アメリカン: 0.59% - アジア人: 0.27% - 太平洋諸島系: 0.02% - その他の人種: 19.71% - 混血: 2.39% - ヒスパニック・ラテン系: 54.70% 年齢別人口構成 - 18歳未満: 28.9% - 18-24歳: 7.1% - 25-44歳: 26.4% - 45-64歳: 24.7% - 65歳以上: 12.9% - 年齢の中央値: 37歳 - 性比（女性100人あたり男性の人口） - 総人口: 98.2 - 18歳以上: 97.6 | 世帯と家族（対世帯数） - 18歳未満の子供がいる: 36.5% - 結婚・同居している夫婦: 60.3% - 未婚・離婚・死別女性が世帯主: 9.3% - 非家族世帯: 26.9% - 単身世帯: 24.7% - 65歳以上の老人1人暮らし: 11.8% - 平均構成人数 - 世帯: 2.65人 - 家族: 3.19人 収入と家計 - 収入の中央値 - 世帯: 29,355米ドル - 家族: 34,653米ドル - 性別 - 男性: 29,925米ドル - 女性: 14,695米ドル - 人口1人あたり収入: 14,414米ドル - 貧困線以下 - 対人口: 19.4% - 対家族数: 14.9% - 18歳未満: 24.3% - 65歳以上: 18.2% |

## 都市と町
- オゾナ - 郡庁所在地、国勢調査指定地域

### 未編入の町
- エメラルド